# Tenuipalpus kamalii
Tenuipalpus kamalii är en spindeldjursart som beskrevs av Khosrowshahi och Arbabi 1997. Tenuipalpus kamalii ingår i släktet Tenuipalpus och familjen Tenuipalpidae. Inga underarter finns listade i Catalogue of Life.